# فرندز گود ویل
فرندز گود ویل (به انگلیسی: Friends Good Will) یک کشتی است که طول آن ۱۰۱ فوت (۳۱ متر) می‌باشد. این کشتی در سال ۲۰۰۴ ساخته شد.